# Задонский заказник
Задонский заказник — государственный охотничий заказник регионального значения, охраняемая природная территория, расположенная в Иловлинском районе Волгоградской области. Учреждён постановлением Главы Администрации Волгоградской области от 16.11.07 г. № 1942 «О государственных охотничьих заказниках в Волгоградской области».

## Описание

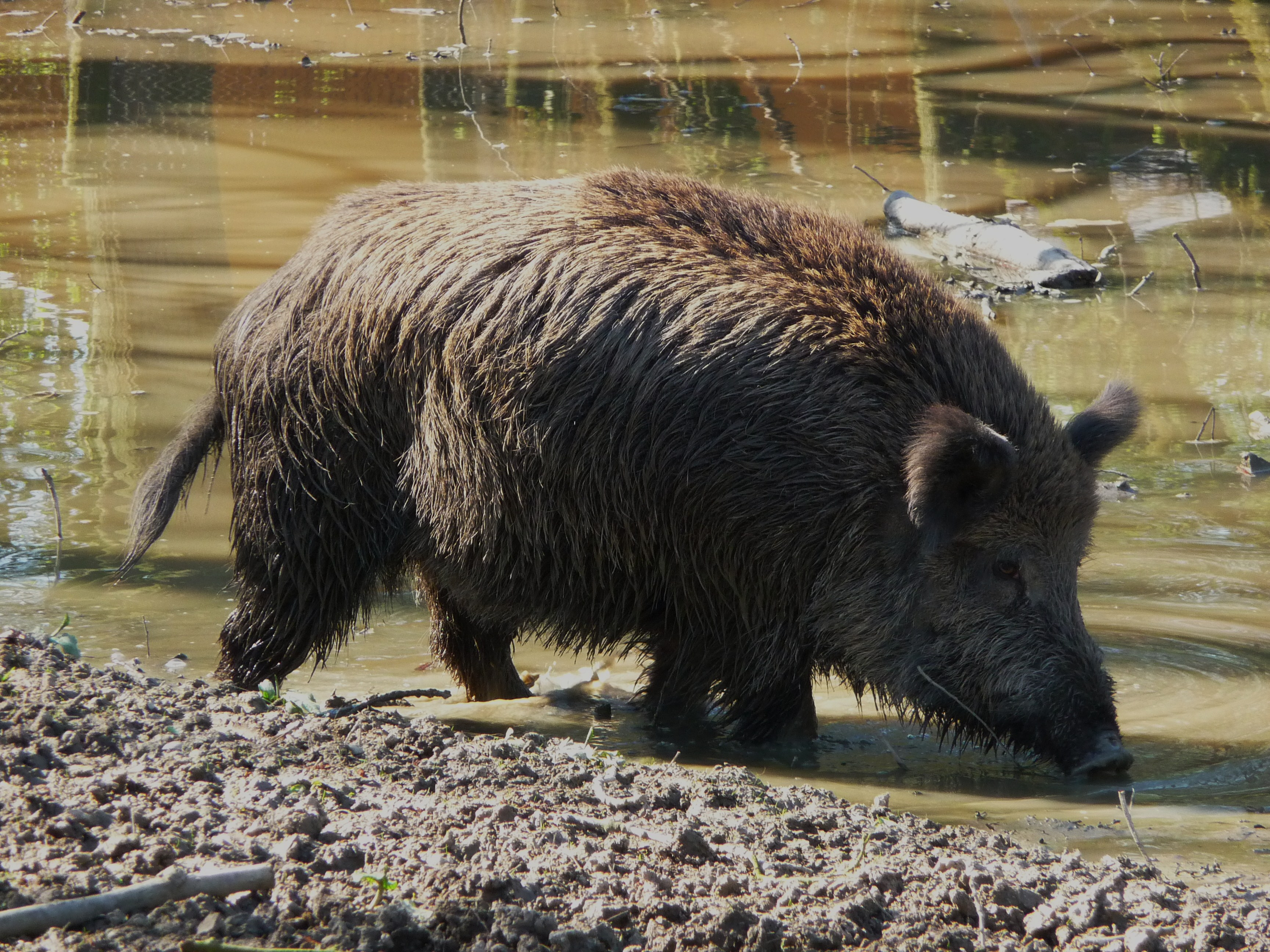
Кабан

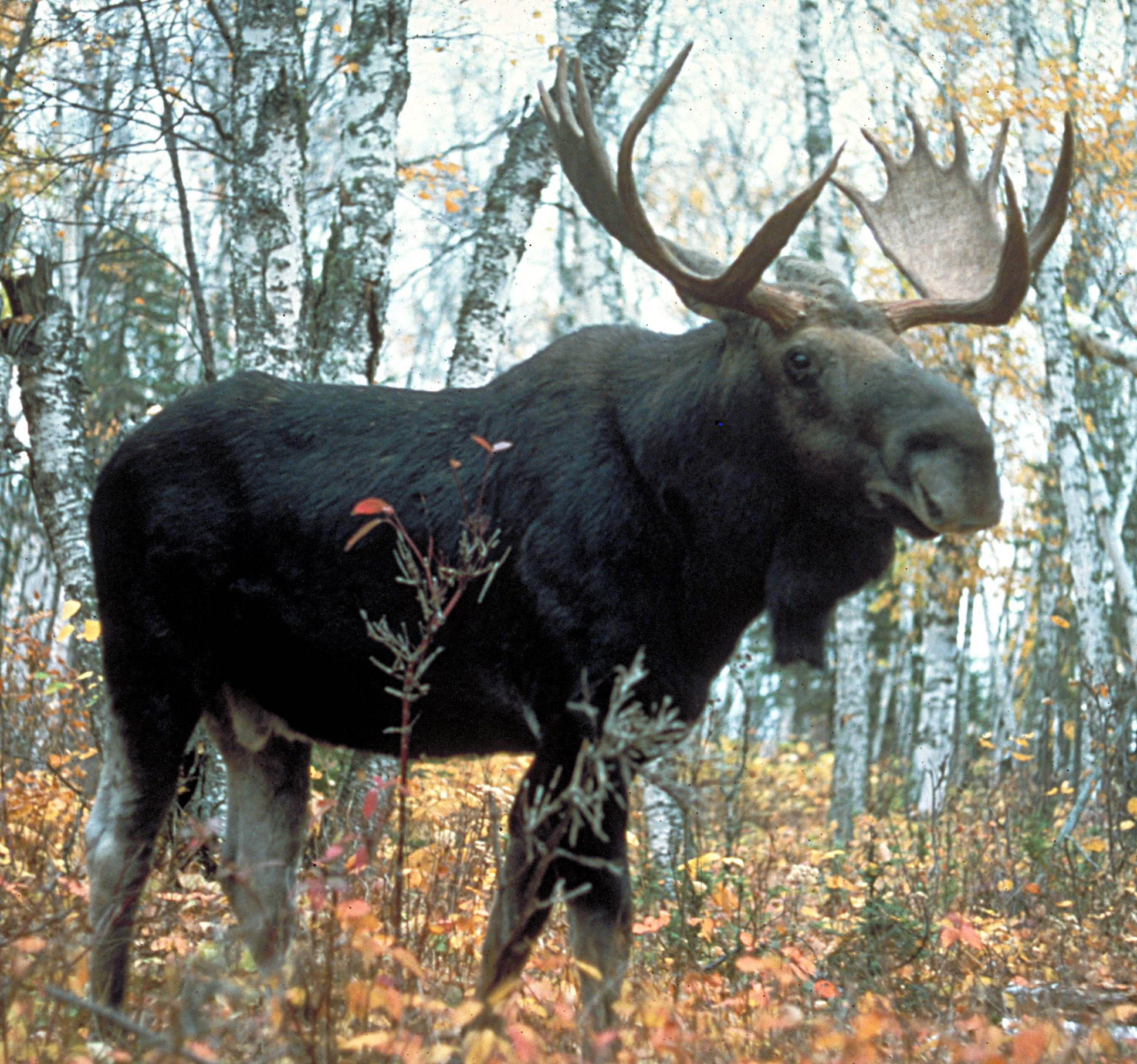
Лось

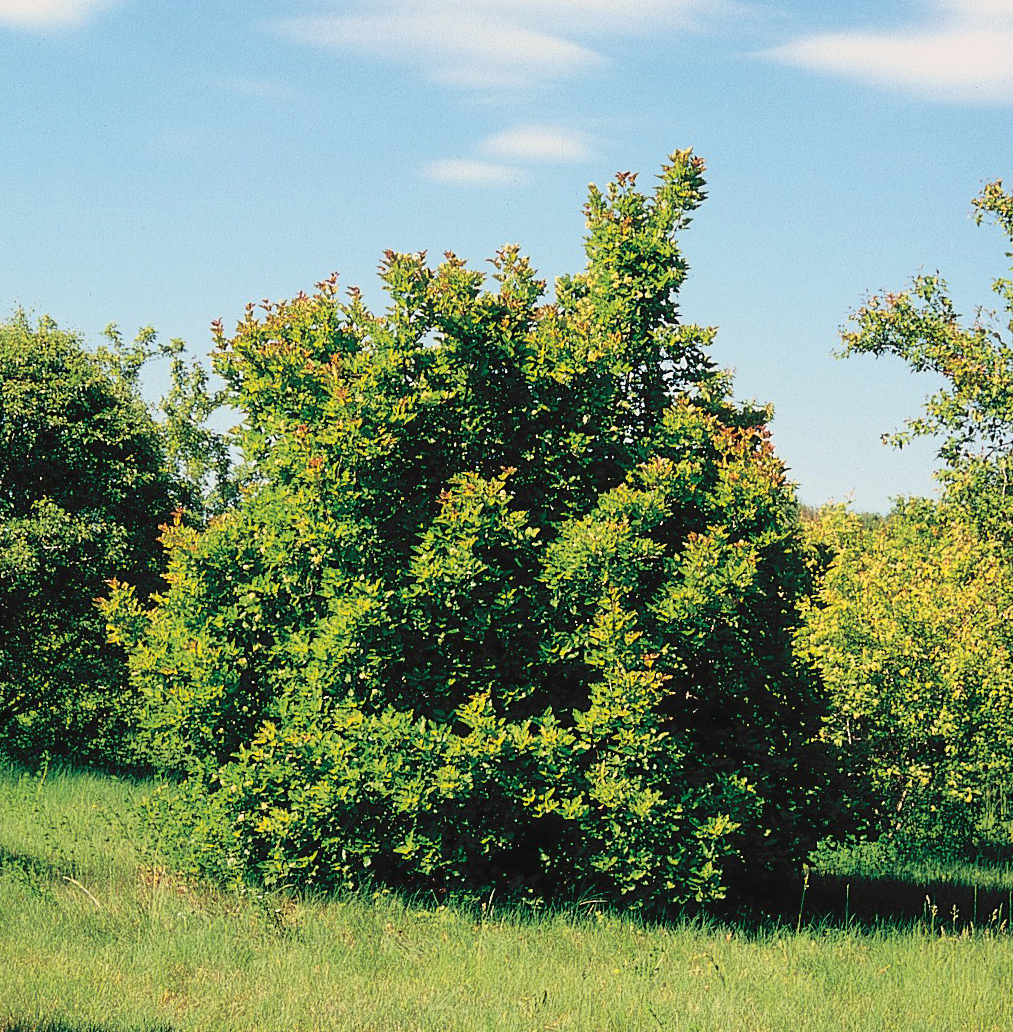
Клён татарский

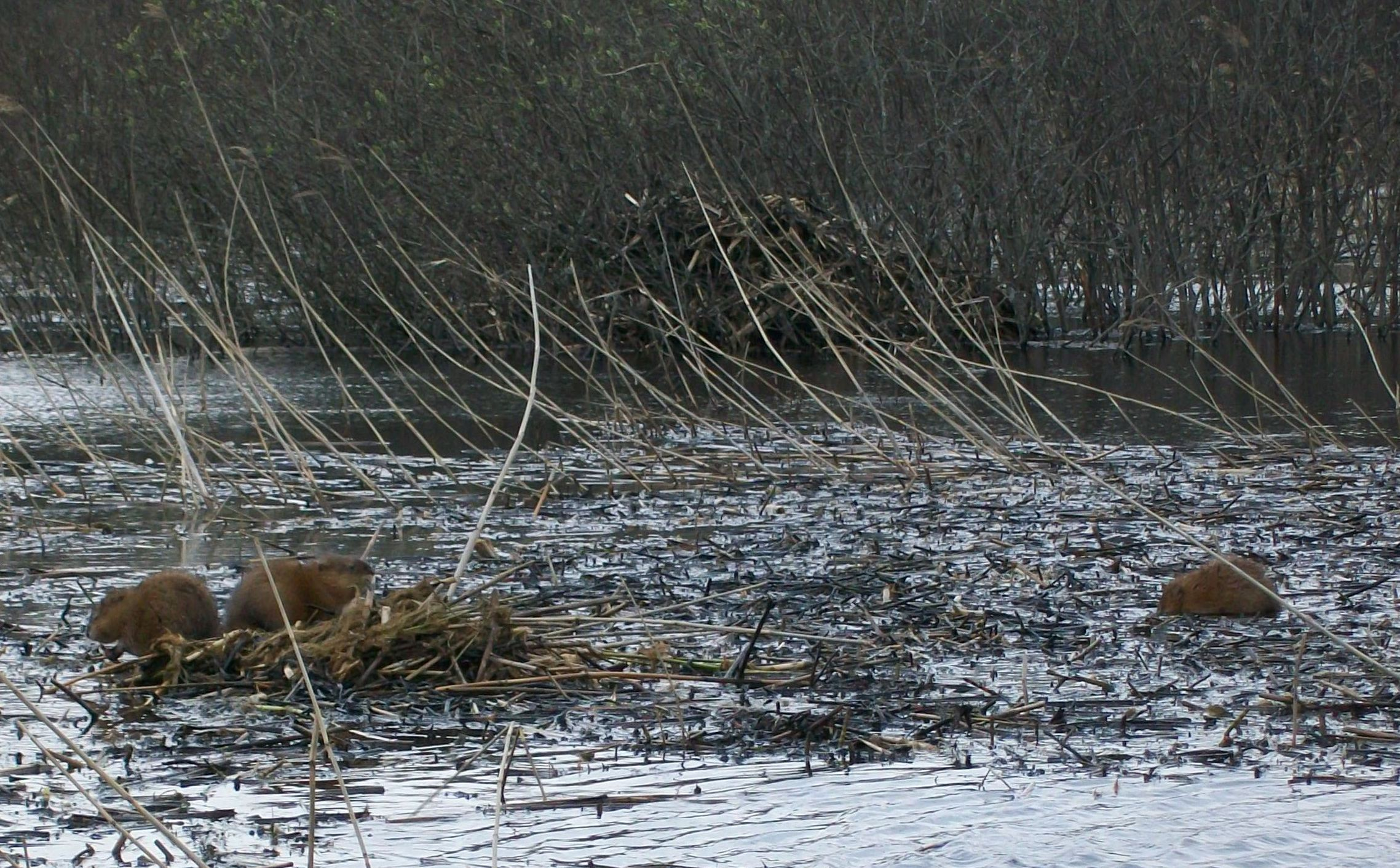
Ондатры

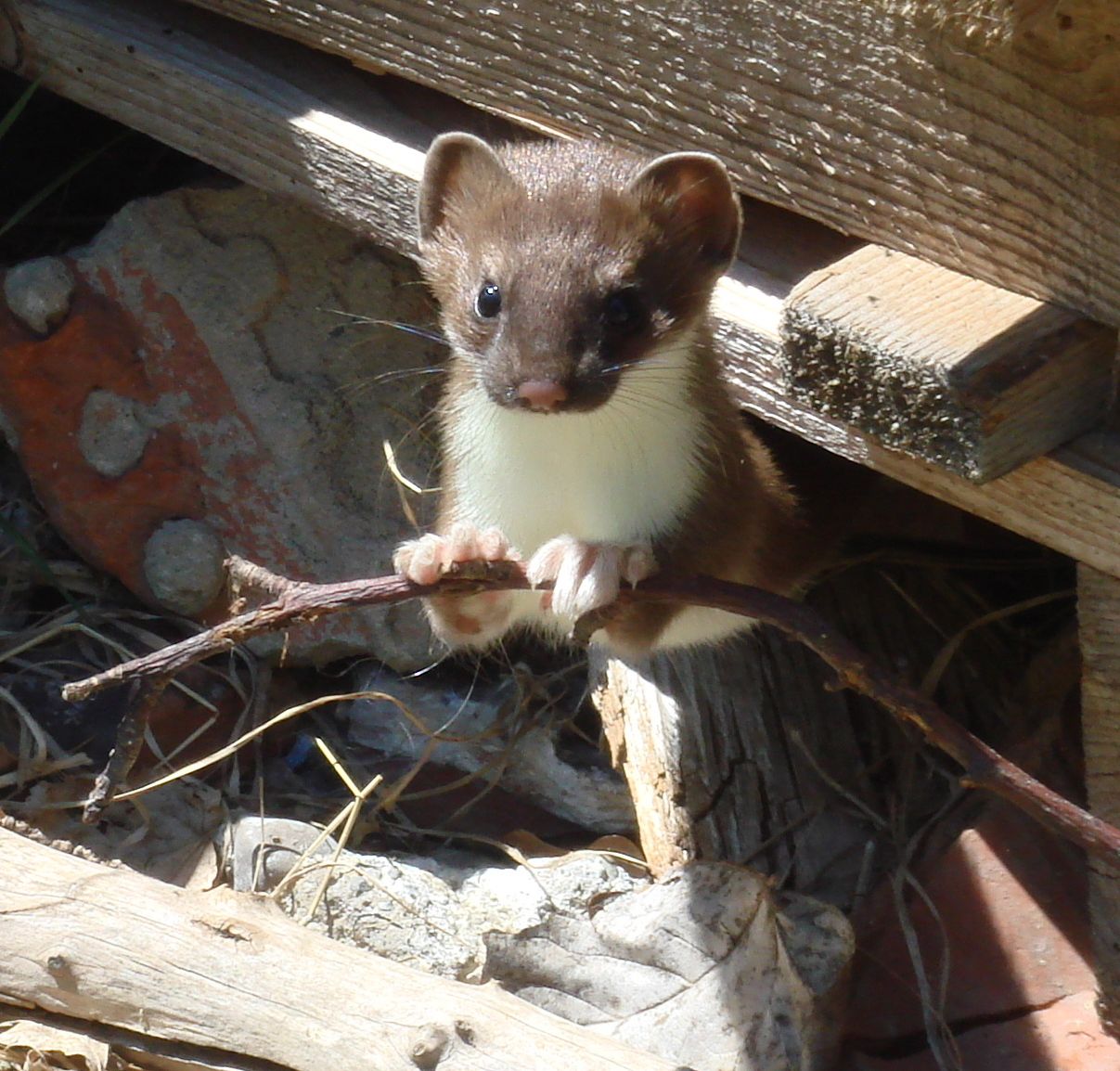
Ласка

Образован с целью сохранения, воспроизводства и восстановления объектов животного мира, отнесённых к объектам охоты, редких и исчезающих видов зверей и птиц, в том числе ценных в хозяйственном, научном и культурном отношении, улучшения среды их обитания, а также для поддержания целостности естественных сообществ. Угодья имеют высокий потенциал для разведения и сосредоточения значительного поголовья диких копытных животных. Задонский заказник является ядром поголовья копытных животных для расселения их как на север, так и на юг области по пойме реки Дон. Малонарушенные типчаково-ковыльные степи, водоёмы разных типов, заливные луга, пойменные и нагорные леса. Климат резко континентальный. 
Почвы каштановые с солонцами и каштановые неполноразвитые. Почвообразующие породы — палеоген-меловые, опоки меловой системы. Коренные породы — эродированные, щебеночные и каменистые почвы с высоким содержанием обломочного материала. Растительность лугово-степная, разнотравно-типчаково-ковыльная по северным склонам и полынно-злаковые группировки по южным, кальцеофильная, гидрофитного типа-вблизи воды, степное мезофитное и ксерофитное разнотравье, байрачные леса, полезащитные и овражно-балочные полосы. Состав древостоя: дуб черешчатый, тополь белый,	клён татарский, ясень зелёный, липа. Фауна: ондатра, енотовидная собака, заяц-русак, горностай, ласка, серая куропатка, хорь, лисица, волк, вальдшнеп, утка, гусь, корсак, фазан, косуля, кабан. 

## Место расположения
Северная граница: от места пересечения административной границы Иловлинского и Клетского муниципальных районов с грейдерной дорогой Перекопская — Новогригорьевская на восток до станицы Новогригорьевская.
Восточная граница: от ст. Новогригорьевская на юг по правому берегу р. Дон до паромной переправы станицы Сиротинской.
Южная граница: от паромной переправы по асфальтированной дороге до ст. Сиротинской, далее до х. Камышинский. От него на север по асфальтированной дороге до хутора Шохинский. Далее на запад по грунтовой дороге до реки Сухая Перекопка.
Западная граница: по р. Сухая Перекопка на север до границы Иловлинского и Клетского муниципальных районов. По границе районов на север до места пересечения с грейдерной дорогой Перекопская — Новогригорьевская. 

## Охрана
Охраняются экономически ценные виды: выдра, норка, барсук, косуля, кабан, лось, куница, а также редкие и находящиеся под угрозой исчезновения виды растений и животных, занесённые в Красные книги РФ и Волгоградской области. 
Запрещены: 
- охота и рыболовство;
- проведение мелиоративных работ и осушение болот;
- применение ядохимикатов, минеральных удобрений, химических средств защиты растений и стимуляторов роста (без согласования);
- взрывные работы;
- строительство зданий и сооружений, дорог, и трубопроводов, линий электропередачи и прочих коммуникаций (без согласования);
- устройство привалов, необорудованных и не обустроенных биваков, туристических стоянок и лагерей (без согласования);
- иные виды хозяйственной деятельности, причиняющие вред животному миру и природным комплексам.

Разрешены:
- охрана объектов животного мира и среды их обитания;
- мероприятия по воспроизводству и восстановлению объектов животного мира и улучшению среды их обитания с целью создания наиболее благоприятных условий обитания охраняемым объектам животного мира;
- учёт объектов животного мира;
- регулирование численности (отстрел, отлов, живоотлов) объектов животного мира;
- полувольное содержание объектов животного мира в порядке, установленном действующим законодательством.

Ответственность за охрану ООПТ лежит на Управление охотничьего и рыбного хозяйства Администрации Волгоградской области. 